# کدینگتون
کِدینگتون یک روستا واقع در میان کِلِر و هاوِریل در جنوب غرب شهر سافُک انگلستان است.